# Justí Guitart i Vilardebó
Justí Guitart i Vilardebó  (ur. 16 grudnia 1875 w Barcelonie, zm. 30 stycznia 1940 tamże) – hiszpański duchowny katolicki, biskup Seo de Urgel i zarazem współksiążę episkopalny Andory w latach 1920–1940. Święcenia kapłańskie otrzymał w 1901, konsekrowany na biskupa Seo de Urgel 23 maja 1920.